# LOVIN' YOU (山下久美子の曲)
「LOVIN' YOU」（ラヴィン・ユー）は、1983年12月1日に、日本コロムビアからリリースされた山下久美子の9枚目のシングル。

## 作品概要
- 前作「こっちをお向きよソフィア」から、約5ヶ月ぶりとなるシングルで、2曲共にスタジオ・アルバム未収録である。
- B面の「オートリバースで恋してる」は、AKAI「プロパティ」のイメージ・ソングに起用された。
- 「LOVIN' YOU」は、同年にリリースされたベスト・アルバム『SWEETS LOVE BALLAD COLLECTION』に、「オートリバースで恋してる」は、1992年にリリースされたベスト・アルバム『Sweet-est』にそれぞれ収録された。

## 制作
山下のディレクターだった福岡智彦は、年内にはシングルでも出しておきたいと思っていたところ、当時ヒットしていたポリスの「見つめていたい」をヒントに「クリスマスシーズンに、8ビートでしみじみと胸に染みるようなラブソングがいいのでは」と発案し、当楽曲の制作に至った。
そこで、同年にリリースされたアルバム『Sophia』のサウンドプロデュースを担当した、ヒュー・マクラッケンに作曲を依頼したところ、快く引き受けてくれたという。だが、福岡はマクラッケンが手掛けた楽曲を聴いたことがなかったため、押さえとして大沢誉志幸にも作曲の依頼をした。
福岡のもとに、デモテープが届いたものの「どちらの曲もヒットポテンシャルは少ない」と思ったという。福岡は、どちらかと言うと大沢の曲のほうがいいとは感じていたが、マクラッケンの曲との差は決して大きいとはと思わなかったため、山下とも相談した上で、マクラッケンの曲を採用することになったという。
余談だが、大沢が持ってきたデモテープは、当初「凍てついたラリー」というタイトルで、他のミュージシャンに提供する目的で作られた曲だった。当初は、鈴木ヒロミツのもとに渡ったもののボツとなったものが、山下のところに手渡った。だが、前述のとおり最終的にはボツとなったため、鈴木雅之のもとに手渡った。だが、鈴木が曲を歌う気配が一向に無かったため、大沢の手元に戻り、自身の楽曲として発表したものが「そして僕は途方に暮れる」である。
山下のシングル曲では唯一、三浦徳子が作詞を、大村雅朗が編曲を担当した。大村に編曲を依頼したのは、福岡が当時好きなアレンジャーが大村だったためだったが、三浦に作詞を依頼した経緯に関しては、全く覚えていないという。

## 収録曲
| 全編曲: 大村雅朗。 |                              |           |                |      |
| #                  | タイトル                     | 作詞      | 作曲           | 時間 |
| 1.                 | 「LOVIN' YOU」               | 三浦徳子  | Hugh McCracken | 3:54 |
| 2.                 | 「オートリバースで恋してる」 | 銀色夏生  | 亀井登志夫     | 4:06 |
| 合計時間:          | 合計時間:                    | 合計時間: | 合計時間:      | 8:00 |